# Транспорт Будапешта
Міський громадський транспорт Будапешта добре розвинутий та включає метро, трамваї, тролейбуси, автобуси, електробуси, фунікулер, зубчасту залізницю, приміські поїзди і водний транспорт.
Вартість одноразового квитка на проїзд — 350 форинтів (майже 35 гривень), в той же час придбати квиток у водія можна за 450 форинтів, паралельно діють добові проїзні, групові проїзні, можлива купівля 10 квитків зі знижкою, тощо. Для продажу квитків на зупинках встановлено спеціальні автомати. Також придбати їх можна і в роздрібній мережі.
Громадський транспорт Будапешта має свої традиційні кольори: трамваї — жовті, тролейбуси — червоні, автобуси — сині, приміські поїзди — зелені. Вагони метро М2 і М4 здебільшого білого кольору, М3 блакитні, старе метро М1 має жовтий колір.

## Метро

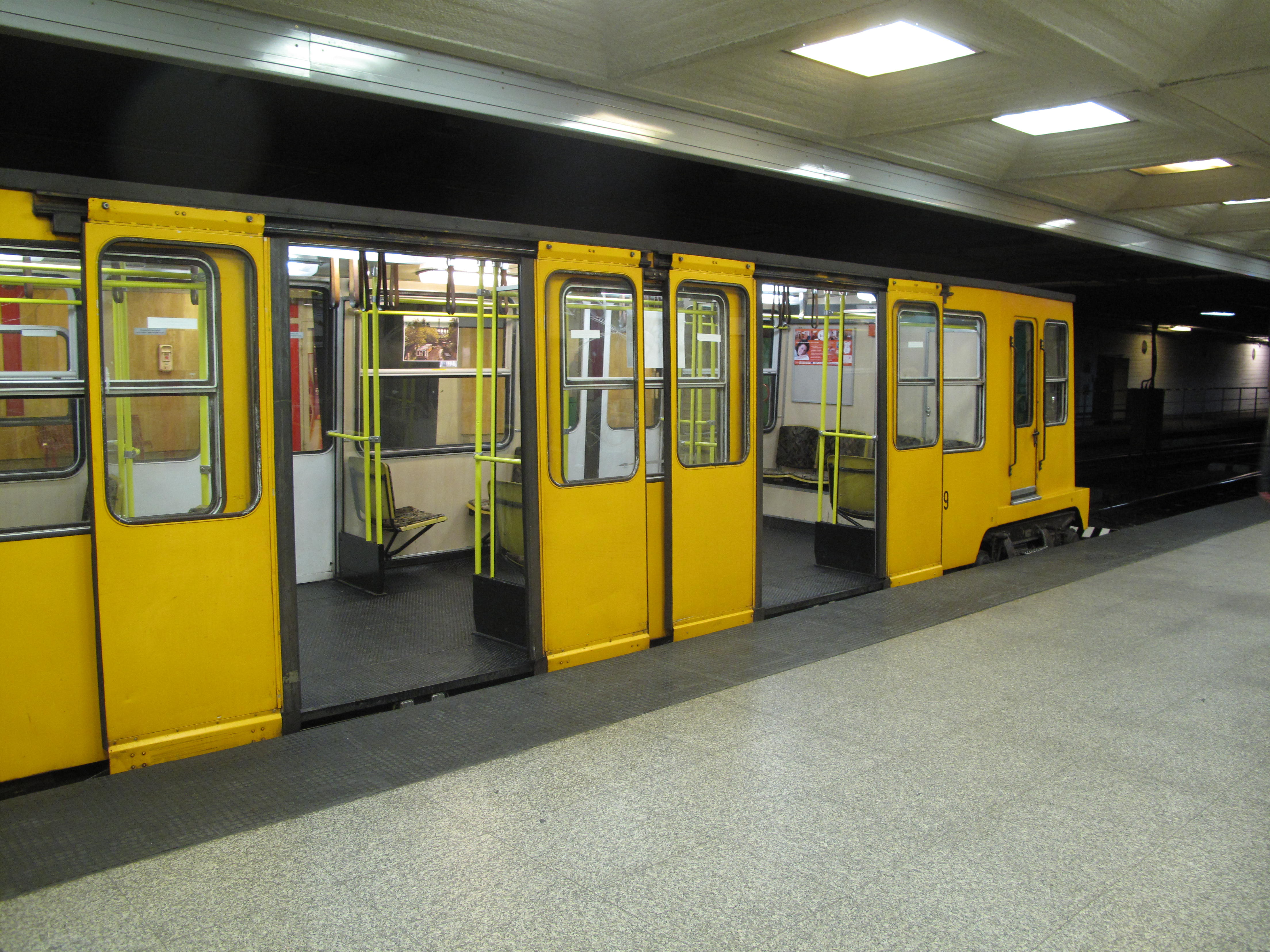
Метро (лінія М1)

Будапештський метрополітен складається з чотирьох ліній. Перша лінія М1 — це найперша в континентальній Європі лінія метро, яка була збудована в 1896 році відкритим способом. Від поверхні вулиці станції метро М1 відділяє лише 20 сходинок.

## Трамвай

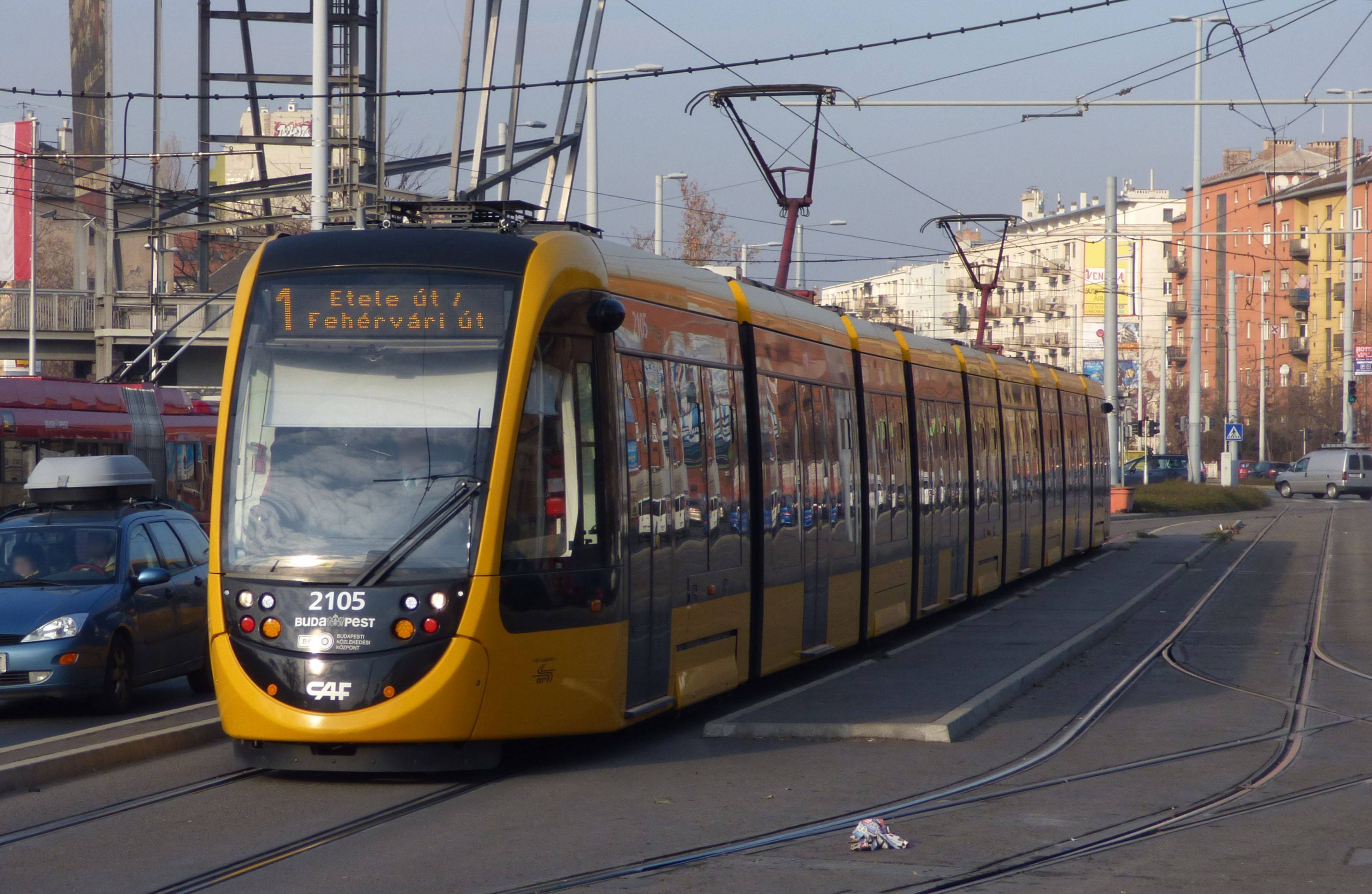
Найдовший трамвай

Трамвайна система Будапешта налічує 33 лінії. Обслуговують лінії трамвайні вагони Ganz (1967—1999 років випуску), Tatra T5 (1978—2009), Düwag (1975—1982), Siemens (2006—2007), Urbos (2014—2016). Саме в Будапешті курсує найдовший у світі трамвай CAF Urbos 3/9, що складається з 9 секцій та має довжину 55,9 метрів.

## Тролейбус
Тролейбусна мережа міста налічує 15 ліній, які обслуговує близько 144 одиниць — переважно це тролейбуси Ikarus та Solaris.

## Зубчаста залізниця

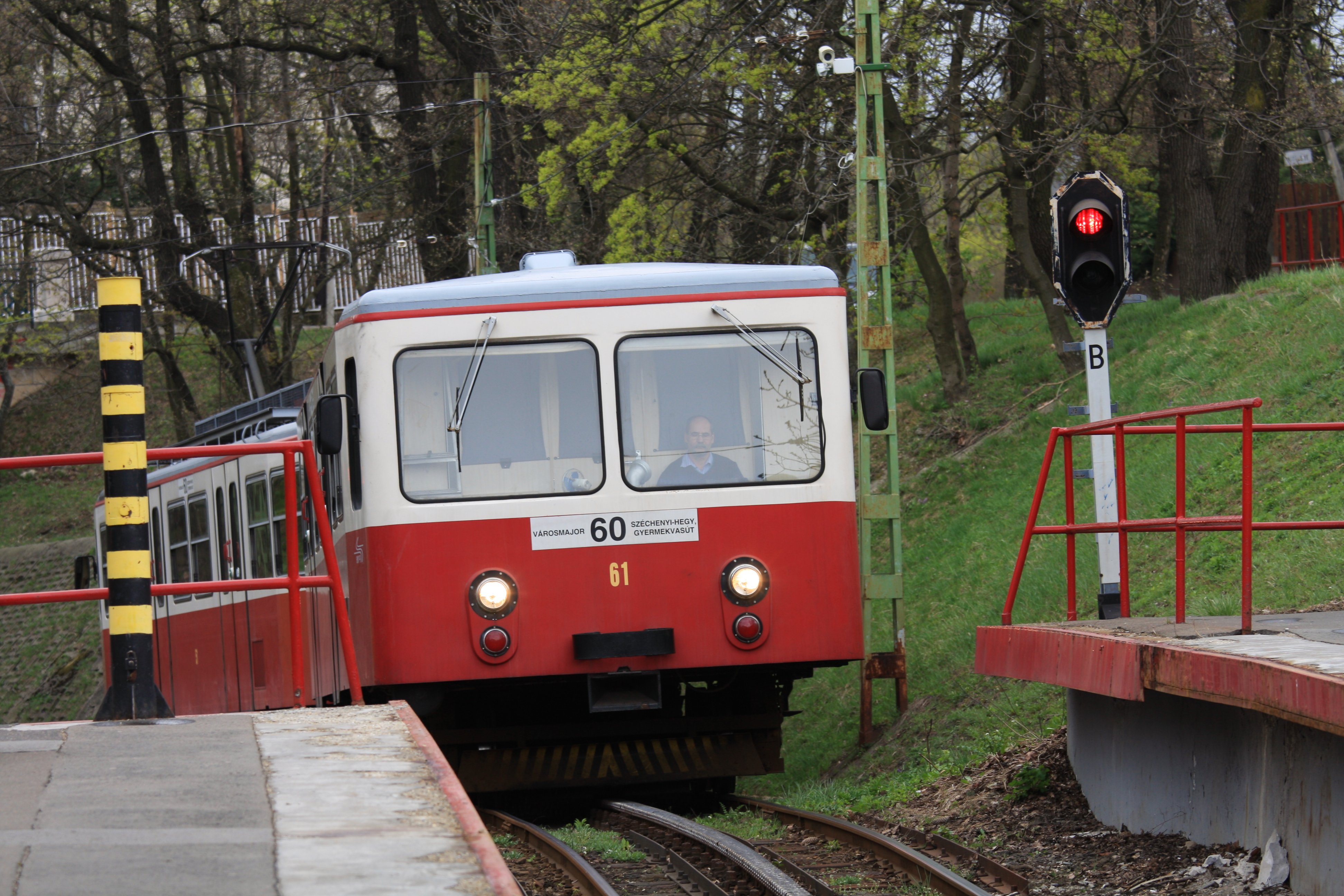
Потяг зубчастої залізниці

Унікальна одноколійна зубчаста залізниця може доставити пасажирів від станції Варошмайор на вершину гори Сечені. В складі 2-вагонних потягів є відсік для перевезення велосипедів.

## Автобус
Будапешт має розгалужену мережу міських та приміських автобусів. В історичній частині міста курсують також електробуси.

## Приміська залізниця

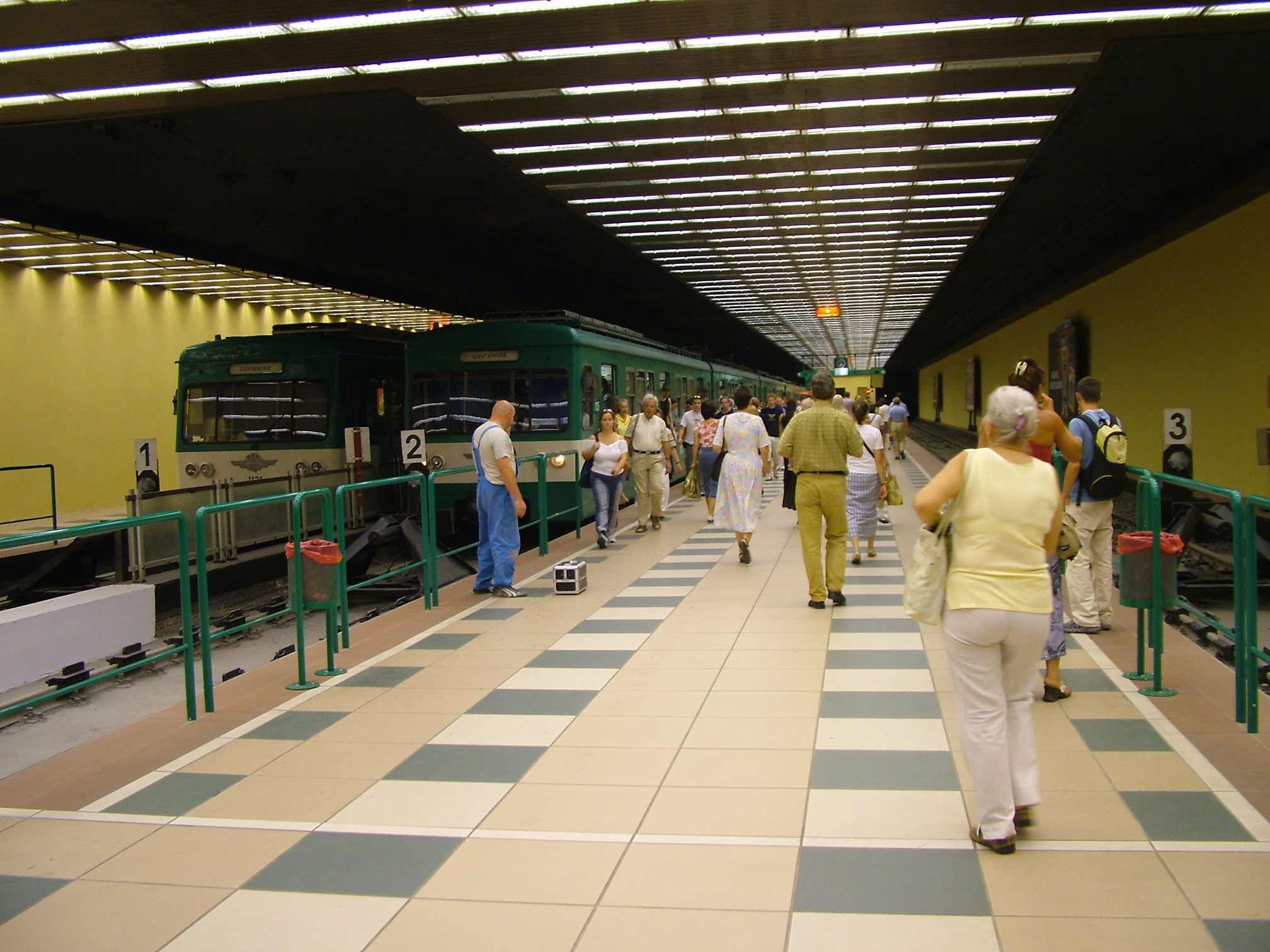
Потяг HEV

Потяги приміської залізниці 5-ма лініями сполучають Будапешт із його передмістями. Лінії не з'єднані з залізничними лініями Угорщини та обслуговуються міською транспортною компанією BKV.

## Річковий трамвай
Крім зимового періоду, по Дунаю можна подорожувати річковим трамваєм.

## Фунікулер

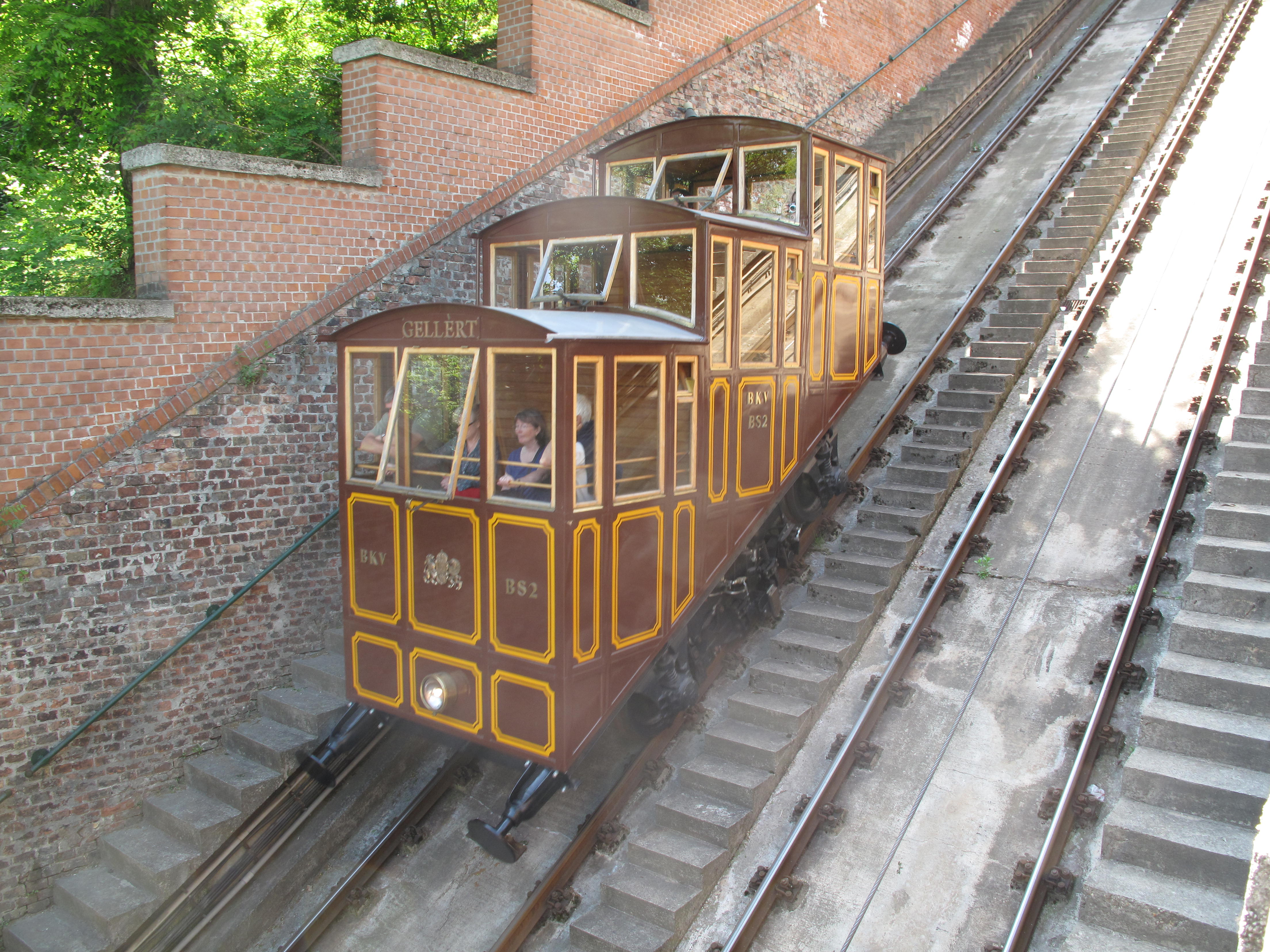
Фунікулер

Від підніжжя Будайської гори, що на площі Адама Кларка, можна піднятися фунікулером до замку на вершині. Фунікулер в Будапешті — найстаріший діючий фунікулер Європи.

## Таксі
Таксопарк Будапешта складається з автомобілів жовтого кольору, серед них є і електромобілі.

## Дитяча залізниця

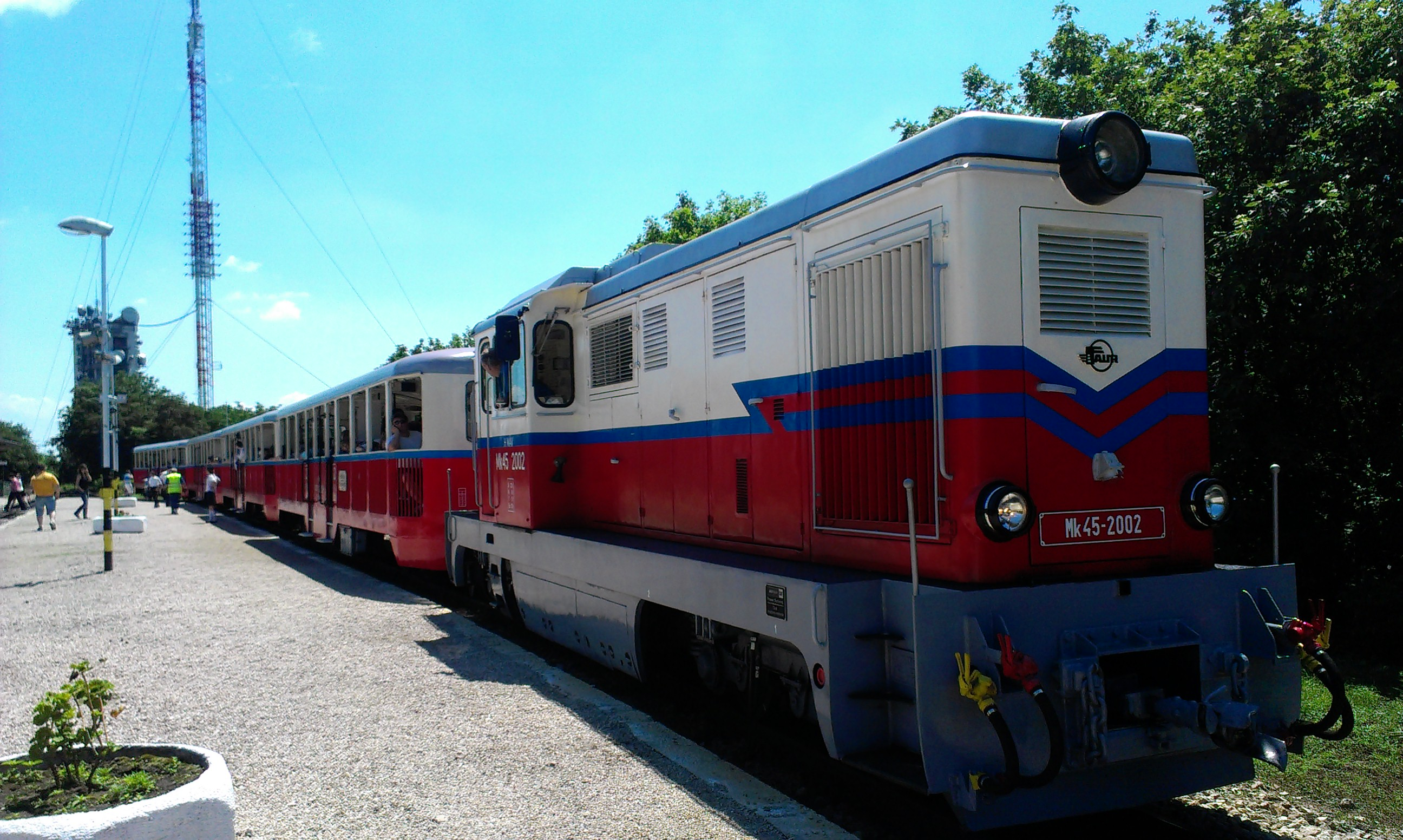
Потяг дитячої залізниці

На будайській частині міста в горах розташована найдовша в світі дитяча залізниця завдовжки 11,2 км. До роботи потяга на цій вузькоколійній залізниці залучені діти 10-14 років, локомотивом керує дорослий. Щоб сісти на потяг, можна піднятися на гору Сечені за допомогою зубчастої залізниці — там є станція.